# 19386 Axelcronstedt
19386 Axelcronstedt è un asteroide della fascia principale. Scoperto nel 1998, presenta un'orbita caratterizzata da un semiasse maggiore pari a 2,3052856 au e da un'eccentricità di 0,1720760, inclinata di 7,57568° rispetto all'eclittica.
L'asteroide è dedicato al mineralogista svedese Axel Fredrik Cronstedt.